# District d'Aviapolis
Le district de Aviapolis (en finnois : Aviapoliksen suuralue) est un district de Vantaa, une des principales villes de l'agglomération d'Helsinki en Finlande,,,.

## Description
La district d'Aviapolis à une superficie de  38,0 km2. 
Il est composé de 6 quartiers, :
| No , | NOM         | Habitants (1.1.2015) , | Superficie (km2) | Densité (1.1.2015) (h/km²) |
| ---- | ----------- | ---------------------- | ---------------- | -------------------------- |
| 40   | Ylästö      | 4 759                  | 8,7              | 546                        |
| 41   | Viinikkala  | 79                     | 6,3              | 12                         |
| 50   | Tammisto    | 3 456                  | 1,7              | 2 009                      |
| 51   | Pakkala     | 9 981                  | 3,4              | 2 901                      |
| 52   | Veromies    | 562                    | 3,5              | 161                        |
| 53   | Lentokenttä | 12                     | 14,3             | 1                          |
| 3    | Total       | 18 849                 | 38,0             | 496                        |

## Image

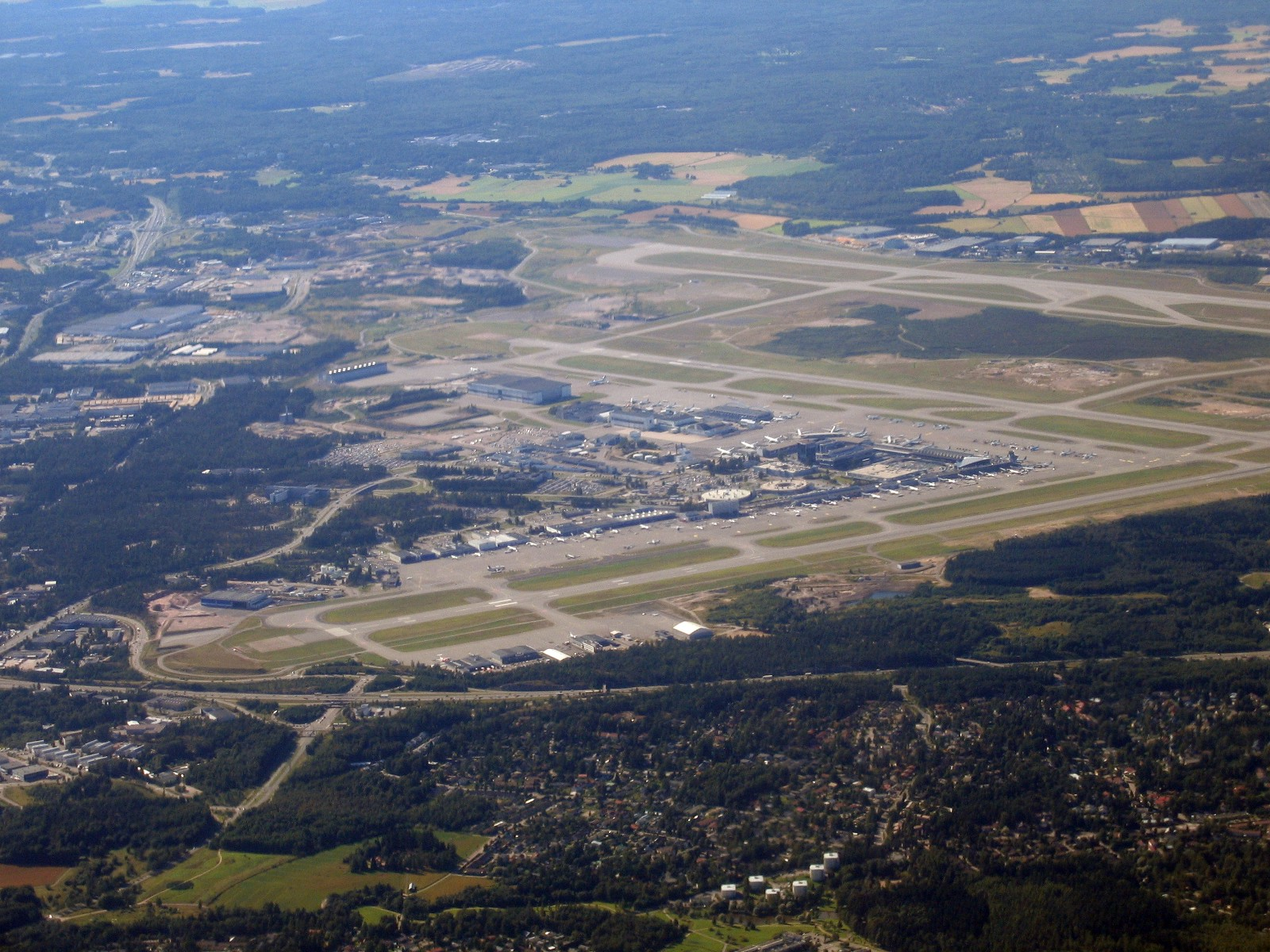
L'aéroport d'Helsinki-Vantaa.
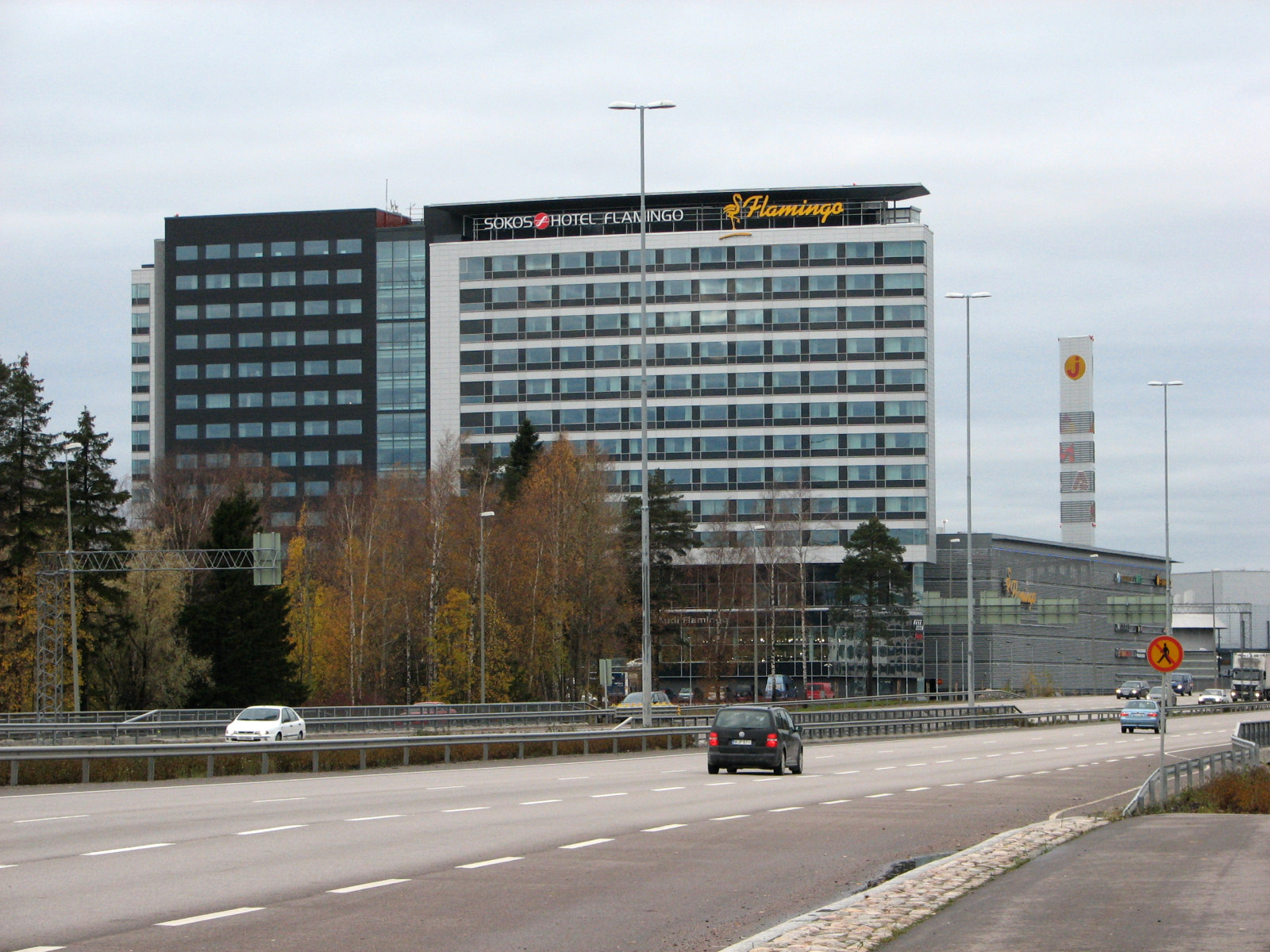
Centres commerciaux Flamingo et Jumbo vus du Kehä III
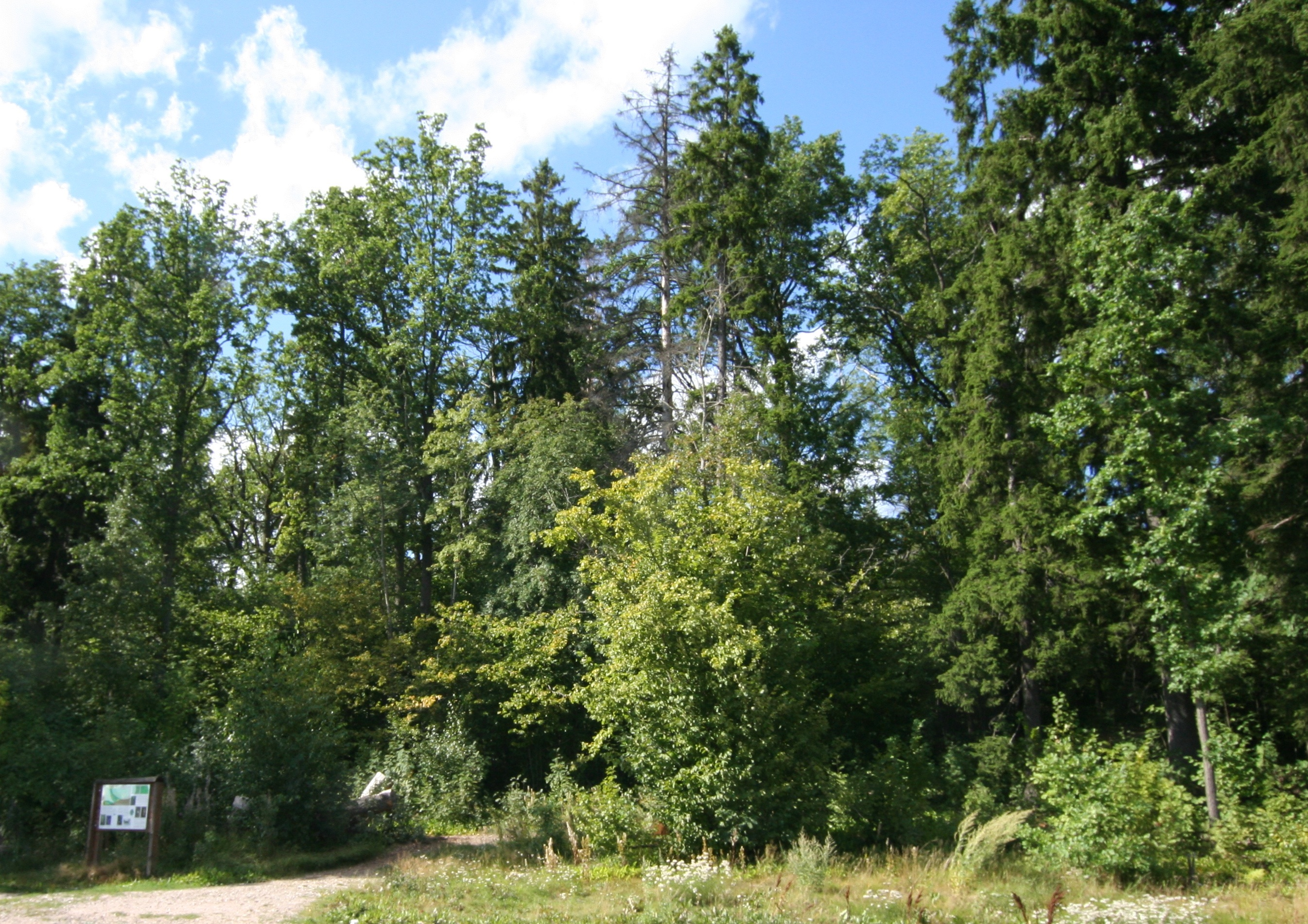
Zone protégée de Tammisto

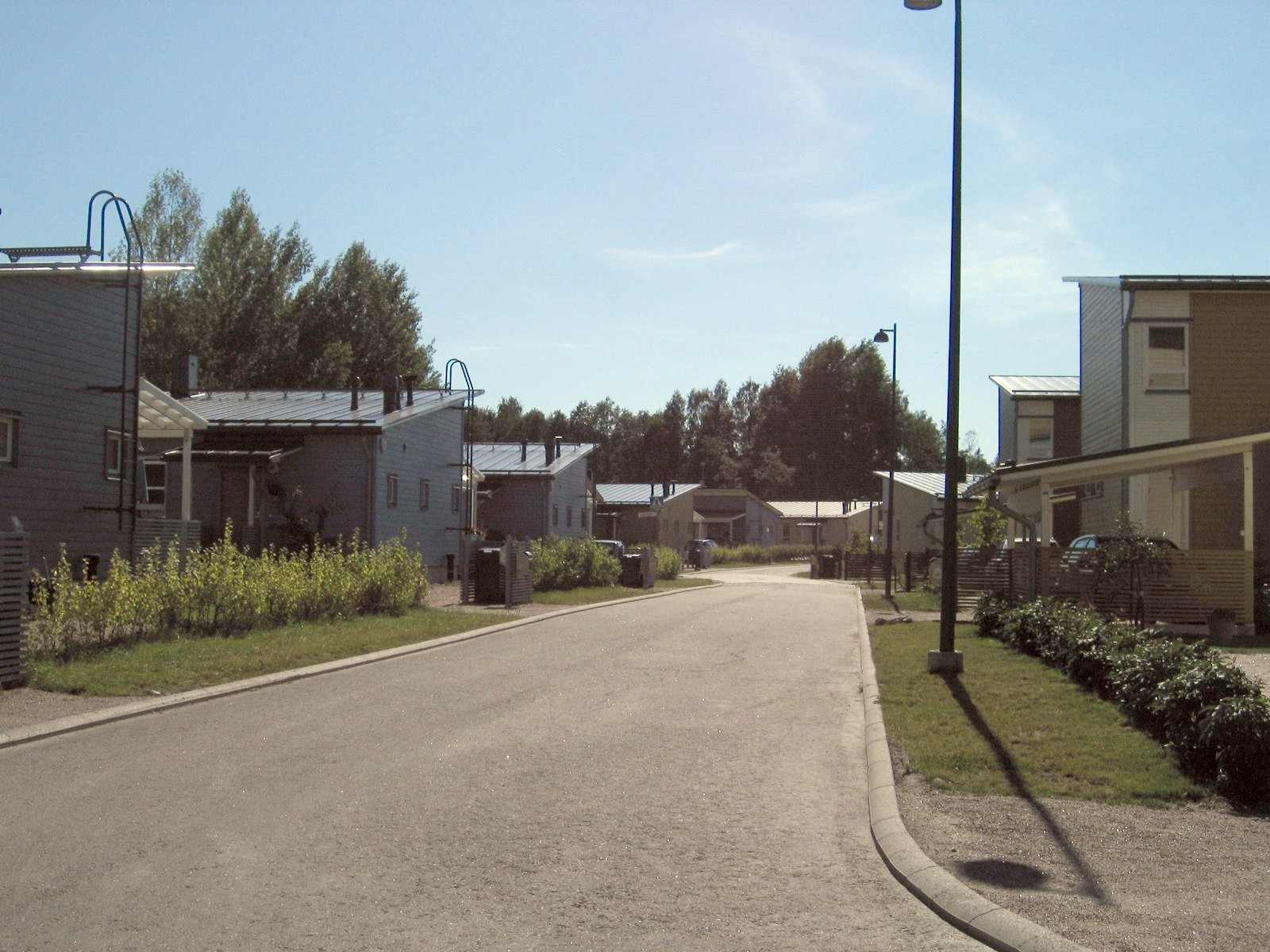
Puu-Ylästö
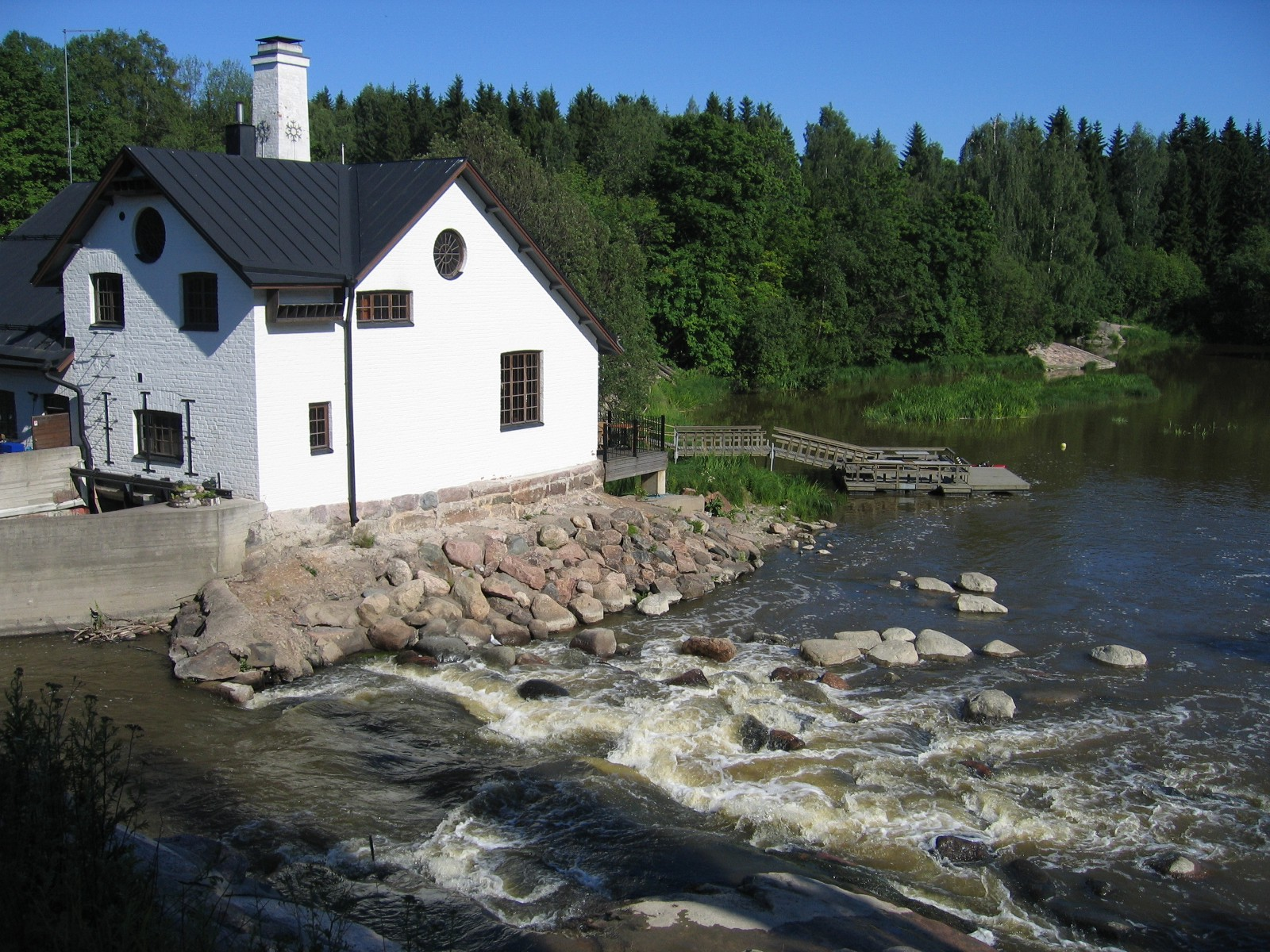
Vantaankoski
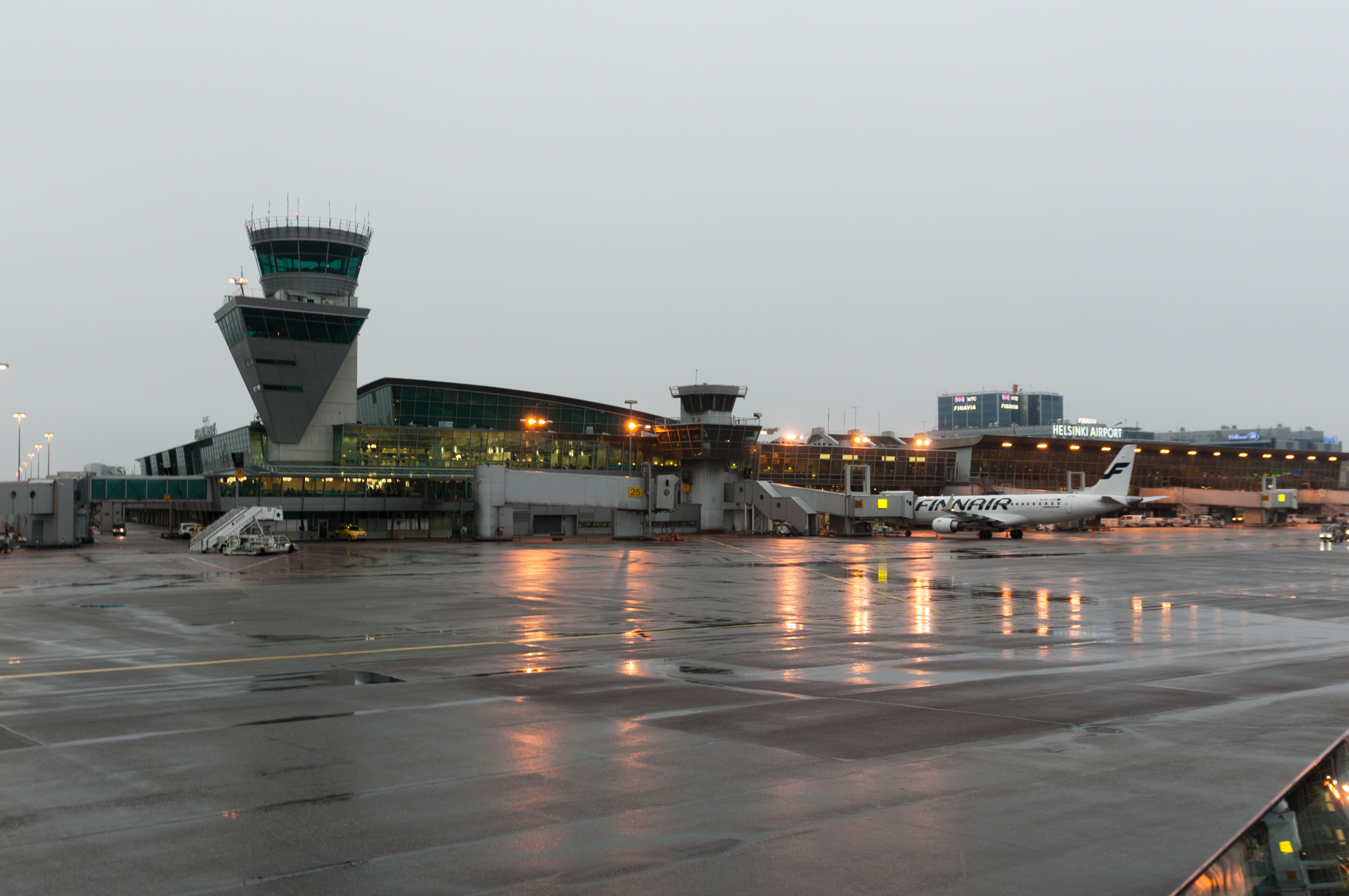
Aéroport d'Helsinki-Vantaa